# Antony Guss
Antony Guss (Melbourne, 9 gennaio 1959) è un ex sciatore alpino australiano.

## Biografia
Fratello di Alistair e Marilla, a loro volta sciatrici alpine, Guss ottenne il primo piazzamento di rilievo in Coppa del Mondo l'8 dicembre 1979, giungendo 12º in combinata a Val-d'Isère; nello stessa stagione salì sul podio della combinata dell'Hahnenkamm di Kitzbühel, giungendo 3º dietro al liechtensteinese Andreas Wenzel e allo statunitense Pete Patterson, e ai successivi XIII Giochi olimpici invernali di Lake Placid 1980, sua unica presenza olimpica, si classificò 26º nella discesa libera, 41º nello slalom gigante, 32º nello slalom speciale e 6º nella combinata valida soltanto ai fini dei Mondiali 1980. Il suo ultimo risultato agonistico fu l'8º posto ottenuto nella combinata di Coppa del Mondo disputata ad Adelboden e Wengen tra il 19 e il 24 gennaio 1982, suo miglior piazzamento nel circuito.

## Palmarès

### Coppa del Mondo
- Miglior piazzamento in classifica generale: 72º nel 1980